# 高冠尼泊尔黄堇
高冠尼泊尔黄堇（学名：Corydalis hendersonii var. altocristata）为罂粟科紫堇属下的一个变种。

## 扩展阅读
- 維基物種上的相關：高冠尼泊尔黄堇